# Schlacht bei Grotniki
Die Schlacht bei Grotniki fand am 4. Mai 1439 in der Nähe der Ortschaft Grotniki bei Nowy Korczyn in der heutigen Woiwodschaft Heiligkreuz statt.
Die konföderierten polnischen Hussiten unter der Führung von Spytko von Mahlstein erlitten eine Niederlage gegen die polnische königliche Armee, angeführt vom Krakauer Bischof Zbigniew Oleśnicki. Der Ausgang der Schlacht führte letztlich zum Untergang der Hussitenbewegung in Polen.